# Pedro Quesada Cerdán
Pedro Quesada Cerdán   (Albacete, 1926 - València, 1988) va ser un guionista de còmic adscrit a l'Escola Valenciana d'historieta i autor de diversos quaderns d'aventures que van gaudir d'un gran èxit durant la postguerra espanyola.

## Biografia
Molts dels seus treballs van ser publicats per l'editorial Maga, fundada pel seu cunyat Manuel Gago, a la qual va col·laborar sovint amb el seu germà, el dibuixant Miguel Quesada.
Algunes de les seves obres més destacades van ser Pacho Dinamita i Tony y Anita (il·lustrades pel seu germà), Pantera Negra i Pequeño Pantera Negra (a l'inici amb dibuixos de José Ortiz i després de Miguel Quesada), Apache (amb Luis Bermejo com a dibuixant) o Jim Alegrías (il·lustrada per Manuel Gago).

## Guardons
- Amb el seu germà, Gran Premi del Saló del Còmic de Barcelona de 1999 (pòstum).

## Obres
- La pandilla de los siete (amb Miguel Quesada), Editorial Valenciana (1945)
- Roberto Alcázar y Pedrín, Editorial Valenciana (1946)
- El espadachín enmascarado (amb Manuel Gago), Editorial Valenciana (1952)
- Balín (amb José Ortiz), Editorial Maga (1955)
- Bengala (amb Leopoldo Ortiz), Editorial Maga (1958)
- El Duque Negro (amb José Ortiz i Manuel Gago, Editorial Maga (1958)
- Marcos (amb Manuel Gago), Editorial Maga (1958)
- Flecha Roja (amb Antonio Sánchez Aviá, Editorial Maga (1962)